# Kawasaki GPZ900R
Kawasaki GPZ900R – motocykl sportowy firmy Kawasaki produkowany pomiędzy 1984 a 1996 rokiem. Nosił oznaczenie kodowe ZX900A-1. Motocykl osiągając prędkość maksymalną 243 km/h, przewyższał pod tym względem motocykle konkurencji o wyższych pojemnościach (np. Yamaha FJ1100 czy Suzuki GSX1100). W wersji na rynek amerykański motocykl wypuszczono w wersji odblokowanej, do Europy natomiast, zależnie od kraju, trafiały wersje zdławione w różnych wariantach mocowych.
Obok rekordowych osiągów dodatkowej popularności motocyklowi temu przysporzyło wykorzystanie go w filmie "Top Gun”.
Motocykl był wyposażony w system Automatic Variable Damping System (AVDS) wykorzystujący technologię anti-dive.